# Rob McElhenney
Robert Dale „Rob” McElhenney (ur. 14 kwietnia 1977 w Filadelfii) – amerykański aktor filmowy i telewizyjny, także scenarzysta, reżyser i producent filmowy, najlepiej znany z roli Ronalda „Maca” McDonalda w serialu U nas w Filadelfii (It's Always Sunny in Philadelphia).

## Życiorys
Urodził się w Filadelfii, w stanie Pensylwania w rodzinie rzymskokatolickiej pochodzenia irlandzkiego jako syn Heleny i Roberta McElhenneya. W 1995 ukończył St Joseph’s Preparatory School. Studiował w Waldron Mercy Academy. W 1997 podjął pracę w Nowym Jorku.
Zadebiutował w kinowym dramacie sensacyjnym Alana J. Pakuli Zdrada (The Devil’s Own, 1997) u boku Brada Pitta i Harrisona Forda. Wystąpił gościnnie w serialu Prawo i porządek (Law & Order).
Zagrał w dramacie Stevena Zailliana Adwokat (A Civil Action, 1998) z Johnem Travoltą, komediodramacie Curtisa Hansona Cudowni chłopcy (Wonder Boys, 2000) z Michaelem Douglasem, melodramacie o miłości kelnera i mormona Dni ostatnie (2003) u boku Jacqueline Bisset oraz w niskobudżetowej komedii Punkt pobierania opłat (The Tollbooth, 2004).
Pojawił się także w serialu NBC Ostry dyżur (ER, 2004).
Stał się najbardziej rozpoznawalny ze szklanego ekranu jako Mac w serialu U nas w Filadelfii (It's Always Sunny in Philadelphia, 2005), którego jest także pomysłodawcą, scenarzystą i reżyserem.
23 września 2020 Wrexham Supporters Trust ogłosił, że prowadzi rozmowy dotyczące zakupu walijskiego klubu piłkarskiego Wrexham F.C. przez partnerów biznesowych - Roba McElhenneya i jego kolegi Ryana Reynoldsa, a 16 listopada potwierdzono, że McElhenney i Reynolds przejęli klub po otrzymaniu wsparcia Wrexham Supporters Trust. W lutym 2021 Urząd Nadzoru Finansowego zatwierdził przejęcie Wrexham.

## Życie prywatne
27 września 2008 w Malibu ożenił się z Kaitlin Olson. Mają dwóch synów: Axela Lee (ur. 1 września 2010) i Leo Greya (ur. 27 października 2011). Zamieszkali w Los Angeles.

## Filmografia

### filmy fabularne
- 1997: Zdrada (The Devil’s own) jako Kevin
- 1998: Adwokat (A Civil Action) jako Nastolatek
- 2000: Cudowni chłopcy (Wonder Boys) jako Student
- 2001: Campfire Stories jako Ricky
- 2001: Trzynaście rozmów o tym samym (Thirteen Conversations About One Thing) jako Chris Hammond, student medycyny

Campfire Stories jako Ricky
- 2002: Long Story Short jako Trent
- 2003: Dni ostatnie (Dni ostatnie) jako Harmon
- 2004: Punkt pobierania opłat (The Tollbooth) jako Simon Stanton

### seriale TV
- 1997: Prawo i porządek (Law & Order) jako Joey Timon
- 2004: Ostry dyżur (ER) jako Andy Fesh
- 2005-: U nas w Filadelfii (It's Always Sunny in Philadelphia) jako Mac
- 2007−2010: Zagubieni (Lost) jako Aldo
- 2014–2015: Świat według Mindy (The Mindy Project) jako Lou Tookers
- 2017: Fargo jako oficer Oscar Hunt
- 2018: Starszaki (The Cool Kids) – współproducent wykonawczy